# English Gardner
English Gardner (født 22. april 1992) er en amerikansk atlet, der konkurrerer i sprint. Hun repræsenterede sit land ved verdensmesterskaberne i atletik 2015 i Beijing, hvor hun blev slået ud i 100 meter semifinalen.
Hun vandt guld ved sommer-OL 2016.
Gardner tog sølv for USA i 4×100 meter stafet ved sommer-OL 2020 i Tokyo.